# Boris Spasskij
Boris Vasil'evič Spasskij (in russo Борис Васильевич Спасский?; Leningrado, 30 gennaio 1937 – Mosca, 27 febbraio 2025) è stato uno scacchista sovietico, decimo campione del mondo dal 1969 al 1972.
Grande maestro, è stato otto volte medaglia d'oro alle Olimpiadi degli scacchi. È noto per aver dato vita con lo statunitense Bobby Fischer alla cosiddetta sfida del secolo nel match per il titolo mondiale del 1972.
Emigrato in Francia nel 1976, ebbe la cittadinanza francese nel 1978, paese che iniziò a rappresentare scacchisticamente a partire dal 1982. Nel 2013 passò a rappresentare la Russia, dopo avervi fatto ritorno nel 2012.

## Biografia
Boris Spasskij è nato a Leningrado e ha imparato a giocare a scacchi all'età di cinque anni. Nel 1955, a diciotto anni, ha vinto il campionato del mondo juniores ad Anversa (Belgio) e, grazie al piazzamento al torneo interzonale a Göteborg (Svezia), si è qualificato al torneo dei candidati 1956, risultato che gli è valso il titolo di grande maestro.
L'allenamento scacchistico veniva intervallato da molta attività sportiva. In gioventù è stato un ottimo atleta: a vent'anni correva i 100 metri piani in 10 secondi e 4 decimi. Gli piaceva fare lunghe camminate alternate a corse nei campi e tra i boschi. Inoltre era un ottimo giocatore di tennis e di ping pong. Si diplomò in educazione fisica ed è stato insegnante.
Spasskij è stato considerato un giocatore a tutto tondo e il suo "stile universale" divenne un chiaro vantaggio che gli consentì di battere molti dei principali grandi maestri. Ad esempio, nel suo incontro nella finale dei candidati (l'incontro che determinava chi avrebbe sfidato il campione del mondo in carica) contro il leggendario tattico Michail Tal' (Tbilisi 1965), Spasskij riuscì a portare il gioco su posizioni tranquille, evitando la forza tattica di Tal. Questo lo portò al suo primo incontro per il titolo di campione del mondo contro Tigran Petrosjan nel 1966. Spasskij perse l'incontro, ma si guadagnò ancora il diritto di sfidare Petrosjan tre anni dopo. Ancora una volta, la flessibilità dello stile di Spasskij fu la chiave per la vittoria contro Petrosjan nel campionato del mondo del 1969, dove adottò lo stile negativo di quest'ultimo.
Il regno di Spasskij come campione del mondo durò solo tre anni, poiché perse il titolo contro lo statunitense Bobby Fischer (1972) in un incontro passato alla storia come la "sfida del secolo". La competizione si svolse a Reykjavík, in Islanda, all'apice della guerra fredda e di conseguenza venne vista come un simbolo del confronto politico tra USA e URSS. Fischer vinse e Spasskij ritornò a casa in disgrazia. Spasskij continuò a giocare, vincendo diversi tornei, tra cui il campionato sovietico del 1973.
Negli incontri dei candidati del 1974 Spasskij perse contro l'emergente Anatolij Karpov a Leningrado. Karpov riconobbe pubblicamente che Spasskij era superiore, ma dopo una serie di partite superbe, Karpov incamerò abbastanza punti da far suo l'incontro. Gli ultimi anni mostrarono la riluttanza di Spasskij a dedicarsi completamente agli scacchi: talvolta preferiva concedersi una partita di tennis invece che concentrarsi sulla scacchiera. In effetti, il campionato del mondo del 1972 e l'incontro dei candidati del 1974 contro Karpov segnarono la fine dell'apice del successo di Spasskij.

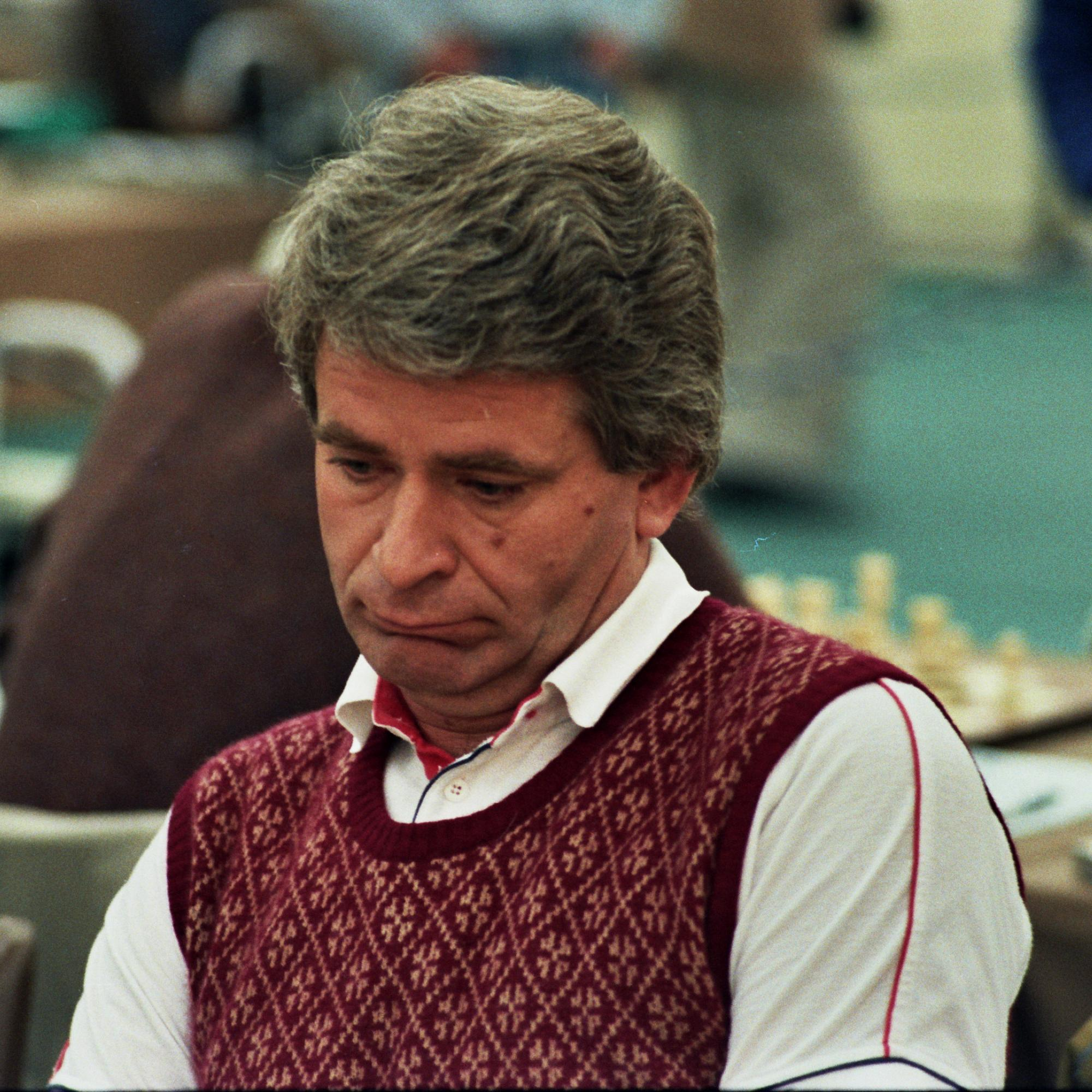
Boris Spasskij nel 1984 a Salonicco durante le Olimpiadi degli scacchi

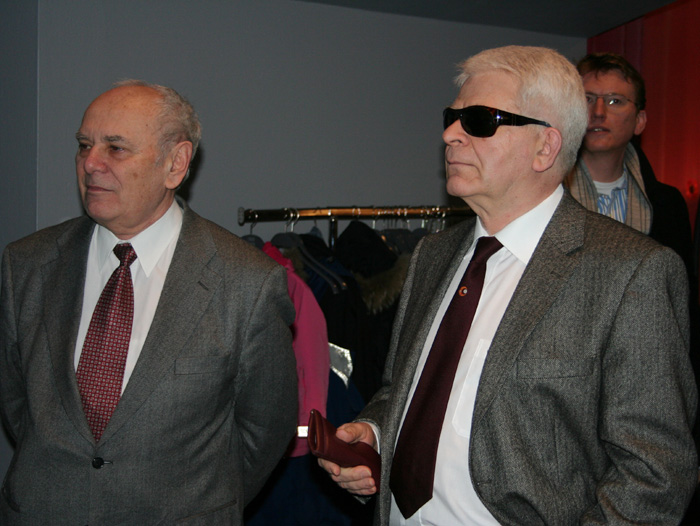
Boris Spasskij nel 2008 assieme a Lajos Portisch, ospite al Reykjavik Open

Nel 1992 Fischer, dopo 20 anni di lontananza dagli scacchi, riemerse per organizzare una "rivincita del XX secolo" contro Spasskij nel Montenegro e a Belgrado, una riedizione del campionato del mondo del 1972. All'epoca, Spasskij era classificato al 106º posto della graduatoria FIDE e Fischer non vi compariva nemmeno (a causa dei suoi vent'anni di inattività). Questo incontro fu essenzialmente l'ultima grande sfida di Spasskij e problemi di salute gli impedirono di mettere in piedi una sfida credibile.
A seguito di quella rivincita, il 13 luglio 2004 Robert Fischer fu arrestato all'aeroporto "Narita" di Tokyo dalle autorità nipponiche per conto degli Stati Uniti d'America, ufficialmente per un passaporto irregolare. Fatto sta che il governo statunitense non ha mai perdonato a Fischer l'aver disputato la "rivincita del XX secolo" nel 1992 nella ex Jugoslavia, allora sotto embargo ONU.
Boris Vasil'evič Spasskij il 10 agosto 2004 ha scritto una lettera aperta al presidente degli Stati Uniti George W. Bush in sostegno del suo collega:
nel 1972 Bobby Fischer divenne un eroe nazionale. Mi sconfisse nel match per il campionato del mondo a Reykjavík, sbaragliando l'armata dei grandi scacchisti sovietici. Un solo uomo sconfisse un'intera armata. Poco dopo, Fischer smise di giocare. In questo, rievocò la triste storia di Paul Morphy che, a ventuno anni, creò intorno a sé un'aura di leggenda sconfiggendo tutti i principali maestri europei e aggiudicandosi ufficiosamente la palma di campione del mondo. Poi smise di giocare e la sua esistenza si concluse tragicamente a New Orleans nel 1884, quando aveva solo quarantasette anni. Nel 1992, vent'anni dopo Reykjavík, avvenne il miracolo. Bobby ricomparve e disputammo un match in Jugoslavia. Tuttavia, in quel periodo, era in vigore contro la Jugoslavia un regime di sanzioni che impediva ai cittadini americani di intraprendere qualunque tipo di attività nel territorio di quel paese. Bobby violò le disposizioni del Dipartimento di Stato e il 15 dicembre 1992 la corte distrettuale degli USA emise contro di lui un mandato di arresto. Io invece sono cittadino francese dal 1998 e il governo non ha intrapreso alcuna misura contro di me. Dal 13 luglio 2004, Bobby è detenuto nel carcere dell'aeroporto di Narita per violazione delle leggi sull'immigrazione. Gli eventi sono stati riportati dai media. La legge è legge, non lo metto in dubbio, ma quello di Fischer non è un caso comune. Bobby e io siamo amici dal 1960, quando vincemmo ex aequo al torneo di Mar del Plata. Bobby ha una personalità tormentata, me ne accorsi subito: è onesto e altruista, ma assolutamente asociale. Non si adegua al modo di vita di tutti, ha un elevatissimo senso della giustizia e non è disposto a compromessi né con sé stesso né con il prossimo. È una persona che agisce quasi sempre a proprio svantaggio. Non voglio difendere o giustificare Bobby Fischer. Lui è fatto così. Vorrei chiederle soltanto una cosa: la grazia, la clemenza. Ma se per caso non è possibile, vorrei chiederle questo: la prego, corregga l'errore che ha commesso François Mitterrand nel 1992. Bobby e io ci siamo macchiati dello stesso crimine. Applichi quindi le sanzioni anche contro di me: mi arresti, mi metta in cella con Bobby Fischer e ci faccia avere una scacchiera.»
(Boris Spasskij, decimo campione del mondo di scacchi)
Come dimostra anche questa lettera, Spasskij fu sempre un giocatore corretto e sportivo e non ricorse mai a trucchi o a mezzi di dubbia moralità per vincere; anche quando perse il titolo mondiale, non mostrò mai rancore nei confronti di Fischer. Inoltre, in occasione del celebre match del 1972, gli venne proposto più volte dal suo staff di rifiutare le richieste di Fischer per conservare il titolo mondiale: infatti l'americano aveva annunciato di ritirarsi se le sue richieste (molte delle quali assurde) non fossero state accolte. Spasskij rifiutò queste proposte, affermando di voler mantenere il titolo giocando a scacchi onestamente e non ricorrendo a questi mezzi. Il suo ideale in quegli anni è sempre stato "lasciare la politica fuori dagli scacchi e dallo sport in generale".
Spasskij subì un infarto nel 2006 a San Francisco, durante una lezione di scacchi, ma poi si riprese. Infatti nel 2007 giocò un match contro il grande maestro ungherese Lajos Portisch. Nel 2010 fu ricoverato in ospedale a Mosca in terapia intensiva, a causa di un altro infarto. Le sue condizioni sembravano inizialmente critiche, ma si riprese dopo essere stato trasferito in un ospedale in Francia. Morì nella capitale russa il 27 febbraio 2025 a 88 anni.